# Республика
Респу́блика (от лат. res publica — общественное дело) — форма государственного правления, при которой высшая власть принадлежит представительным органам, избираемым населением на определённый срок. В современном мире республиками являются более 140 государств.
В зависимости от способов распределения власти между высшими органами государственной власти выделяют президентскую, парламентскую и смешанную республики. Особенностью президентской республики (модели распределения власти, впервые возникшей в США и распространившейся в странах Латинской Америки) является то, что президент, который избирается на всенародных выборах, соединяет полномочия главы государства и главы исполнительной власти. Для большинства европейских республик характерна парламентская модель республиканского правления, в соответствии с которой решающая роль в организации государственной власти принадлежит парламенту, формирующему правительство из состава партий, получивших большинство голосов избирателей на выборах. Президент же, как глава государства, выполняет лишь представительские функции. Смешанная республика (или гибридная, полупрезидентская, парламентско-президентская), существующая во Франции, Португалии, Финляндии, Швейцарии, а также во многих странах Восточной Европы, характеризуется большим, по сравнению с парламентской республикой, объёмом полномочий президента, который при этом не является главой исполнительной власти. Правительство в такой республике формируется и контролируется одновременно и парламентом, и президентом.
Наряду с демократическими формами республиканского правления, основанными на принципе разделения властей и отличающимися друг от друга только объёмом полномочий той или иной ветви власти, выделяют и так называемые недемократические республики, в которых используются диаметрально иные принципы организации государственной власти. Такие формы правления существовали во многих социалистических странах, где практиковалось избрание фактического главы государства высшим партийным органом. Форма организации власти в СССР — советская республика — была сходна с парламентской (так как именно парламент формирует правительство), но при этом вместо принципа разделения властей использовался прямо обратный принцип — «вся власть Советам», то есть концентрация власти в руках законодательных органов власти (Советов депутатов разного уровня). Многие республики с автократическими политическими режимами по форме правления на практике уподобляются монархиям — в таких странах лидеры партий или правящих группировок провозглашаются пожизненными (Югославия при Тито, Индонезия — в 60-е годы, Заир и Уганда в 70-е годы XX в.) и даже посмертными (как лидер КНДР Ким Ир Сен) президентами, а передача власти по наследству окончательно превращает такие республики в некую президентскую форму абсолютизма.

## Происхождение термина
В средневековой Северной Италии ряд городов-государств по форме управления являлись или коммунами, или синьориями. В позднем средневековье учёные-гуманисты, писатели-историки и хронисты-летописцы, в том числе и Джованни Виллани, стали задумываться о природе этих государств, их отличиях от других форм государственного управления, в том числе и ограниченной монархии.
Средневековые авторы для описания свободных граждан использовали термин лат. Libertas Populi — свободные люди. В XV веке возобновление интереса к трудам древних римлян способствовало изменению терминологии: отныне авторы предпочитают использовать классическую терминологию. Для описания немонархических государств авторы, в том числе и Леонардо Бруни, вводят в употребление латинскую фразу «республика» (лат. res publica).
В настоящее время термин республика по-прежнему чаще всего означает форму правления, которая получает свою власть от народа, а не на другой основе, например, престолонаследия или божественного права. В большинстве случаев это понятие остаётся основным определением республики.

## Особенности современной республики
Современной республике присущи следующие признаки:
- существование единоличного главы государства — президента, парламента и правительства. Парламент представляет законодательную власть. Задача президента — возглавлять исполнительную власть, но это характерно не для всех типов республик;
- выборность на определённый срок главы государства, парламента и ряда других верховных органов государственной власти. Все выборные органы и должности должны избираться на определённый срок;
- юридическая ответственность главы государства. Например, согласно Конституции Российской Федерации, у парламента есть право отрешения от должности президента за тяжкие преступления против государства;
- в случаях, предусмотренных конституцией, правом выступления от имени государства обладает президент;
- высшая государственная власть основана на принципе разделения властей, чётком разграничении полномочий (характерно не для всех республик[2]).

В теории большинство республик, за немногими исключениями (Сан-Марино, африканские, отчасти Андорра) являются демократическими, то есть верховная власть принадлежит в них всему народу без предоставления каких-нибудь привилегий тем или иным классам. На практике, однако, народ при выборах может являться субъектом общественных групп, сосредоточивающих в своих руках богатство, а вместе с ним и власть, если общественные институты таких стран недостаточно развиты, чтобы противостоять этому.
Республика не является синонимом демократии. Во многих государствах-монархиях демократические институты также широко распространены. Однако в республиках больше возможностей для развития демократии.
Республики, равно как и монархии, могут быть либо унитарными (Франция, Италия), либо федеративными (Россия, Швейцария, США, Германия), либо, наконец, они могут входить в состав больших государственных союзов как республиканских (отдельные кантоны, штаты), так и монархических; они могут быть либо независимыми, либо зависимыми. Также некогда выделялась такая форма устройства как социалистический федерализм.
Главная отличительная черта современных республик, в сравнении с республиками древности — наличие у них конституционных актов, то есть чётко установленного порядка взаимодействия (сосуществования) общества и государства. Вместе с тем современные республики — все государства представительные. Исключение составляют только два швейцарских кантона (Ури, Гларус) и четыре полукантона (два в Аппенцелле, два в Унтервальдене), где все законодательные вопросы решаются на ежегодных всенародных собраниях, избирающих также должностных лиц. Институт референдума сближает отчасти и другие швейцарские кантоны, а также сам Швейцарский союз с типом непосредственных республик. Рабство, после его законодательной повсеместной отмены, исключено из современных республик, как, впрочем, и из монархий.

## История
Сегодня большинство стран мира являются республиками. Хотя республика считается современной формой власти и синонимом демократии, это ошибочное мнение, основанное на том, что исторически было больше государственных образований с монархической формой правления, где власть передаётся по наследству.
В прошлом формы республики были весьма разнообразны, так что охватить их все одним стройным определением весьма трудно. Во всяком случае, необходимо точно отграничить республиканский строй от первобытного анархического состояния при родовом быте, где нет никакой организованной власти, а следовательно нет и государства. Те человеческие общежития, которые возникают на ранних ступенях культуры и могут уже быть названы государствами, представляют полное смешение элементов монархии и республики. Таковы, например, государства, изображенные в Илиаде и Одиссее, таково древнееврейское государство в первые столетия после исхода из Египта, таков Рим в первые столетия исторического его существования, и так далее. Обыкновенно подобные государства считаются монархиями, но в действительности власть народного собрания так велика, влияние его на выбор главы государства, который в первое время не является даже наследственным, так значительно, а роль монарха, за исключением военного времени, так ограничена, что такая номенклатура представляется совершенно произвольной. Из подобных неопределившихся государственных форм на древнем Востоке образовались монархии, в ранних Греции и Риме — республики (смотрите «Афинская демократия» и «Римская республика»).
Древние республики (греческие и римская) были двух видов, настолько отличных друг от друга, что создатель первой научной классификации государств, Аристотель, поставил их отдельно, как самостоятельные государственные формы, наряду с третьей, монархией. Эти две формы — аристократия и демократия; рядом с ними самостоятельное значение имела олигархия, по Аристотелю — выродившаяся форма аристократии. Римские писатели по государственному праву (Полибий) также не проводили границы между республикой и монархией, довольствуясь исправленной Аристотелевской классификацией, а на обиходном языке слово республика означала просто государство.
В демократических республиках суверенитет принадлежал народу, то есть всем свободным взрослым гражданам мужского пола, пользовавшимся правами гражданства; верховная законодательная и контролирующая власть была в руках всенародного собрания, которое избирало, без правильной баллотировки, всех важнейших должностных лиц в государстве; фактически при таких условиях властью пользовались наиболее искусные ораторы, умевшие увлекать толпу (демагоги). В аристократиях и олигархиях власть принадлежала только привилегированным сословиям. Совершенно чистых форм ни демократической, ни аристократической республик не было; существовали государства с преобладанием того или иного элемента, между которыми на всём протяжении истории греческих и римской республик шла ожесточённая борьба; сначала преобладали аристократии, в которых демократический элемент отвоевывал себе всё большее значение. Республиканский строй древности характеризуется в особенности следующими тремя чертами, резко отличающими их от республик нового и новейшего времени:
1. Все древние республики были построены на рабстве; политические и даже гражданские права принадлежали только свободным гражданам. Промежуточное положение между рабами и свободными занимали иностранцы, находившиеся обыкновенно в весьма приниженном положении.
2. Интересы государства стояли выше прав отдельной личности. Даже в наиболее свободных и демократических греческих полисах личная свобода была чрезвычайно ограничена, притязания государства на человеческую личность чрезвычайно велики; как член народного собрания, отдельный человек был властелином, но сам по себе он не пользовался никакими неотъемлемыми правами.
3. Древние республики были непосредственными (в противоположность нынешним представительным), то есть государственные дела решались на собраниях всех граждан.

После гибели древних республик в цивилизованной части Европы установился строго монархический режим, но в средние века вновь возникли довольно многочисленные республики, как, например, швейцарские общины, вольные города в Германии (Гамбург, Бремен, Любек), Новгород, Запорожская Сечь в Приднепровье; к ним можно причислить итальянские государства, даже те (Венеция и Генуя), в которых, в лице дожа, был избираемый пожизненно глава исполнительной власти; там властвовала безраздельно аристократия. Демократическими республиками были только некоторые швейцарские общины или кантоны (Цюрих и другие). Из всех этих республик до настоящего времени сохранили своё республиканское устройство только швейцарские кантоны, объединённые в Швейцарскую конфедерацию, и одна небольшая страна — Сан-Марино (с 301 года). Город-государство Дубровницкая республика, основанный в XIV веке, сохранял суверенитет до 1808 года.
В Средневековье на территории современной России столетия существовали Новгородская республика, Псковская республика и Вятская земля, где основным органом власти являлось вече, а вечевой уклад просуществовал вплоть до присоединения этих земель к Москве.
В Новое время возникло много новых республик; такими явились прежде всего английские колонии в Америке, во внутренних делах имевшие характер республики ещё при английском господстве, а в XVIII веке отделившиеся от Англии и образовавшие свободный республиканский союз Соединённых Штатов Америки. После Великой революции [Франция]] впервые обратилась в республику, после чего на некоторое время произошло восстановление монархической формы правления. На протяжении всего наполеоновского периода победители уничтожили многие из древнейших республик в Европе, в том числе Венецианскую, Генуэзскую и Нидерландскую. В конечном итоге они были преобразованы в монархии или поглощены соседними монархиями.

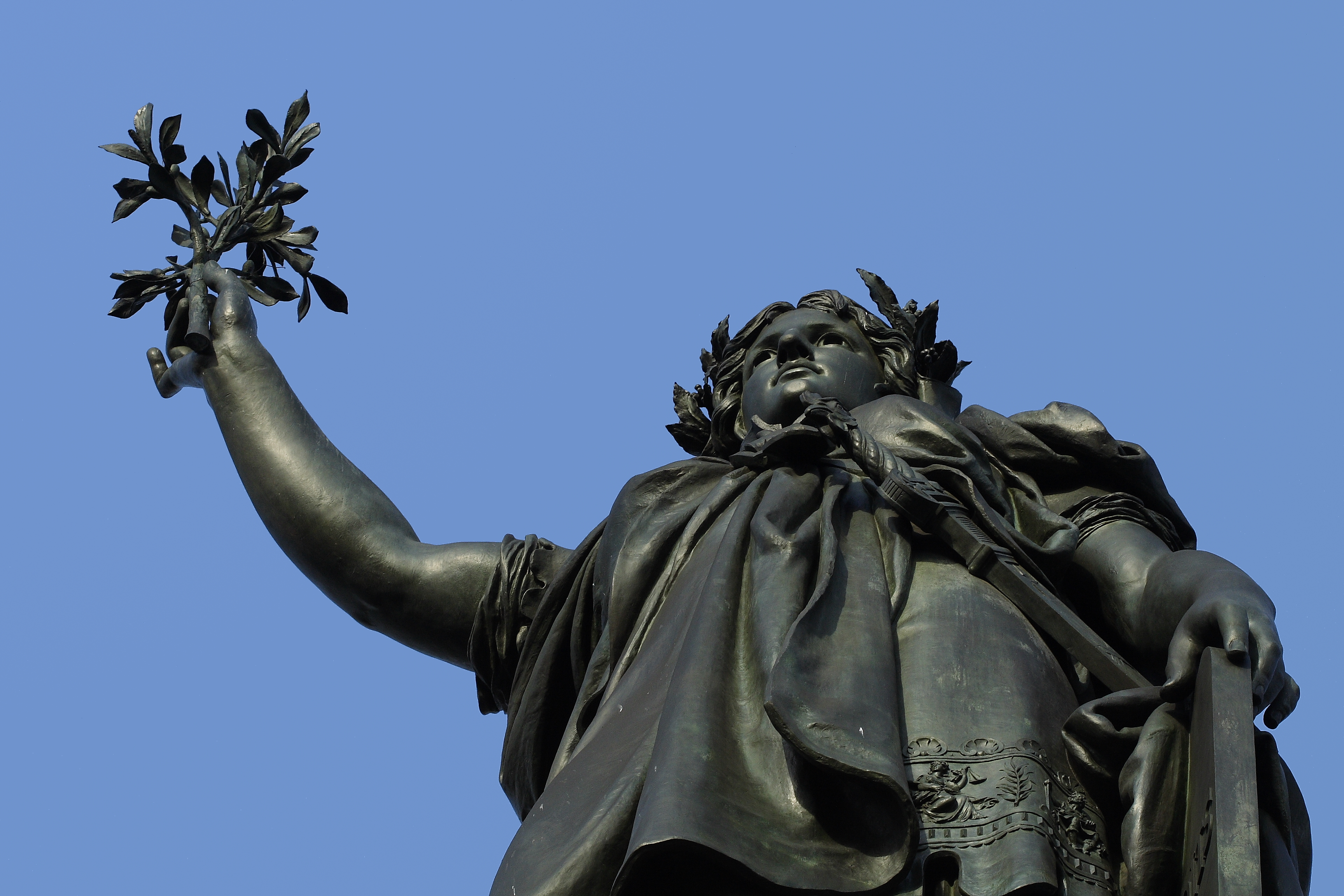
Аллегория Французской Республики в Париже

За пределами Европы была создана другая группа республик, поскольку наполеоновские войны позволили государствам Латинской Америки обрести независимость.
В Мексике республика через некоторое время приняла форму монархии в виде Первой Мексиканской империи. Из-за войны в Европе португальские власти переехали в Бразилию в 1808 году. Бразилия получила независимость как монархия 7 сентября 1822 года, в 1889 году была провозглашена республика.
Вторая Французская республика была создана в 1848 году, но упразднена президентом Наполеоном III, провозгласившим себя императором в 1852 году. Третья республика была создана в 1870 году, когда гражданский революционный комитет отказался принять капитуляцию Наполеона III во время франко-прусской войны. Испания ненадолго стала первой республикой в 1873—1874 гг., но затем монархия была восстановлена. К началу XX века Франция, Швейцария и Сан-Марино оставались единственными республиками в Европе. 5 октября 1910 после революции республика провозглашена в Португалии.
В Китае в течение XIX века появилось несколько протестных движений, призывающих к конституционной монархии. Самым важным лидером этих усилий был Сунь Ятсен, чьи три принципа народа объединили американские, европейские и китайские идеи. Под его руководством 1 января 1912 года была провозглашена Китайская Республика.
Республиканство значительно расширилось после Первой мировой войны, когда рухнули крупнейшие европейские империи: Российская (в марте 1917 г.), Германская (в ноябре 1918 г.), Австро-Венгерская (в ноябре 1918 г.) и Османская (в конце 1922 г.). На их территории образовалось несколько независимых республик, в том числе Австрия, Германия, Ирландия, Польша, Финляндия, Чехословакия, Латвия, Литва, Эстония, Украина. После поражения Греции в греко-турецкой войне (1919—1922) монархия была на короткое время заменена Второй Греческой Республикой (1924—1935). В 1931 году провозглашение Второй испанской республики (1931—1939) привело к гражданской войне в Испании, которая станет прелюдией Второй мировой войны. В 1946 году после Второй мировой войны по итогам общенационального референдума Италия стала парламентской республикой.
Две недолговечные республики были провозглашены в Восточной Азии — Республика Тайвань (1895 г.) и Первая Филиппинская республика (1898—1901 гг.). На протяжении второй половины XX века республиками стали все бывшие африканские колонии европейских государств. При этом Центральноафриканская республика на короткое время стала империей (1976—1979 гг.)
|                                                     |                                                     |                                                      |                                                      |                                                      |
| Карта Европы в 1815 г. Монархии (55) Республики (9) | Карта Европы в 1914 г. Монархии (22) Республики (4) | Карта Европы в 1930 г. Монархии (20) Республики (15) | Карта Европы в 1950 г. Монархии (13) Республики (21) | Карта Европы в 2015 г. Монархии (12) Республики (35) |

## Виды республик
Классификация республик связана с тем, каким именно образом осуществляется государственная власть и кто из субъектов государственно-правовых отношений (президент или парламент) наделён большим количеством полномочий. По этому принципу выделяются три основные разновидности республики:
- Парламентская республика, где власть в большинстве сосредоточена в парламенте. Парламент формирует правительство, а премьер-министром является представитель победившей на выборах партии.
- Президентская республика, где президент координирует отношения между ветвями власти и является верховным главнокомандующим, представляет страну в международной политике, формирует правительство, вносит законопроекты в парламент.
- Смешанная республика (полупарламентская, полупрезидентская, парламентско-президентская, президентско-парламентская) — это сочетание сильной президентской власти с эффективным контролем парламента за правительством. В разных странах разные полупрезидентские республики отличаются друг от друга. Главная отличительная черта — двойная ответственность правительства перед президентом и парламентом[3].
- Теократическая республика.

Помимо вышеуказанных, существуют также республики следующих видов:
- Сове́тская респу́блика — особая разновидность республиканской формы правления, основу которой составляют особые представительные органы — Советы — представительные органы государственной власти. Советская республика строится по принципу социалистического федерализма и демократического централизма, отрицая принцип разделения властей. Свою деятельность Советы проводят на сессиях, а в промежутках между ними постоянно-действующими органами являются президиумы и исполнительные комитеты (исполкомы), в зависимости от уровня Советов. Депутаты если они не входят в руководство исполнительного комитета или президиума, не освобождаются от гражданской работы. Республика такого рода впервые возникла в России в 1917 году и затем была создана ещё в ряде социалистических государств. В результате краха социалистических режимов наблюдался отказ от советской формы правления в пользу классических форм республиканской власти[4][5].
- Наро́дная респу́блика — часть официального названия некоторых государств.
  - В 1917—1920 годах этот термин использовался рядом государственных образований на территории бывших Российской империи и Австро-Венгрии — Белорусская, Западно-Украинская, Крымская, Кубанская и Украинская Народная Республика, а также Русская народная республика лемков.
  - В начале 1920-х годов на заявленной территории Китая появились просоветские Монгольская и Тувинская Народные Республики. Кроме того, в 1920 году на территориях Бухарского эмирата и Хивинского ханства были созданы Бухарская и Хорезмская Народные Советские Республики (существовали до 1924).
  - После 1945 года термин «Народная республика» часто использовался коммунистическими или близкими им режимами в качестве официальных наименований стран, в которых они находились у власти. Подразумевалось, что государство действует в интересах подавляющего большинства населения и, таким образом, республика является подлинно народной республикой[6]. Многие из этих стран называли себя социалистическими странами в их конституциях.
- Демократи́ческая респу́блика — республиканская форма правления, при которой страна считается «общественным делом» (лат. res publica), а не частной собственностью или имуществом правителей, и где институты власти государств, прямо или косвенно избранные либо назначенные, а не унаследованные, и где все граждане имеют одинаковое (равное) право голоса на выборах в местные и национальные органы власти, которые непосредственно влияют на уровень и качество их жизни.
- Аристократи́ческая респу́блика — форма правления, при которой государственная власть находится в руках меньшинства, которое правит определенное время до следующих выборов. Аристократия означает власть лучших в обществе. Причем критерии «лучших» могут образовывать подвиды аристократии: олигархия (власть богатейших членов общества), милитаризма (власть военных), теократии (власти религии), технократия (власть учëных). Республика означает выборность и ограниченный срок власти. Противоположность монархии, когда власть передается по наследству, то есть новый правитель приходит лишь после смерти предыдущего. В древней Спарте высшая государственная власть находилась в руках двух наследственных царей, избиравшейся народным голосованием герусии (совета старейшин) и эфоров — носителей контрольной власти. В Древнеримской республике (509—27 до н. э.) народ, то есть совокупность полноправных римских граждан, формально считался носителем верховной власти. Народные собрания (комиции) избирали должностных лиц, принимали законы, объявляли войну, утверждали или отвергали смертные приговоры, вынесенные гражданам. Правда, в действительности, высшим органом власти в Римской республике был аристократический по составу Сенат. В аристократических республиках полномочия народных собраний были урезаны. Выборы имели фиктивный характер, должностные лица являлись ставленниками знати. Для аристократических республик как Древности, так и Средневековья характерно долгосрочное или пожизненное замещение государственных должностей. Поскольку в формировании высших органов власти участвовал узкий круг знати, в аристократических республиках появлялась тенденция к семейственности и наследственности при замещении государственных должностей.
- Исла́мская респу́блика — распространённая в исламском мире форма теократического или близкого к нему государственного устройства, при которой роль в управлении государством играет исламское духовенство (в Иране, где эти принципы проведены наиболее последовательно, фактическим главой государства является высший по рангу исламский религиозный деятель). Представляет собой компромисс между традиционной исламской монархией (так или иначе восходящей к принципам халифата или национальным традициям) и европейским принципом республиканского строя. Правительство, утверждаемое президентом, формирует и возглавляет премьер-министр, обычно представляющий партию или коалицию большинства в Национальной ассамблее. Премьер-министр должен обязательно являться мусульманином, он назначается президентом из числа членов Национального собрания. Премьер должен пользоваться доверием большинства его депутатов. По его совету президент назначает министров. Правительство разрабатывает законопроекты и вносит их на обсуждение парламента. Законы в исламской республике по большей части основаны на Шариате. К исламским республикам относятся прежде всего Иран, а также Афганистан, Коморские Острова, Мавритания и Пакистан. Как правило, ни одно из этих государств обычно не именуется республиками, а текущее использование термина «республика» как формы государственного устройства в мусульманских странах заимствовано из западной демократии в значении, принятом в языке в конце XIX века[7]. В XX веке идеи республиканизма становятся актуальными в большинстве стран Ближнего Востока, а монархии были свергнуты во многих государствах региона. Некоторые страны, например Индонезия, начинают формироваться как светское государство. Впрочем, конституция Пакистана, принятая в 1956 году, носит вполне светский характер, поэтому прилагательное «исламская» трактуется как символ культурной идентичности — как и православие применяется в качестве официальной религии в Греции, Болгарии, Сербии и так далее как «прилагательное». Культура Пакистана основана на мусульманском наследии, но также включает и доисламские традиции народов Индийского субконтинента. Кроме того, серьёзное влияние на неё оказало столетнее британское господство, а в последние десятилетия, особенно среди молодёжи, заметно и влияние американской культуры: популярны голливудские фильмы, американские видеоигры, мультфильмы, комиксы, книги, а также мода (ношение джинсов и бейсболок), фастфуд, напитки и так далее. Ирак стал светской республикой. В Иране революция 1979 года свергла монархию и создала исламскую республику, основанную на идеях исламской демократии.
- Федерати́вная респу́блика — федерация с республиканским способом правления. В федеративной республике действует разделение властных полномочий между федеральными и республиканскими органами.
- Ве́че (общеславянское; от славянского вѣтъ — совет) — народное собрание в древней и средневековой Руси — и во всех народах славянского происхождения, до образования государственной власти раннефеодального общества — для обсуждения общих дел и непосредственного решения насущных вопросов общественной, политической и культурной жизни; одна из исторических форм прямой демократии на территории славянских государств. Участниками веча могли быть «мужи» — главы всех свободных семейств сообщества (племени, рода, поселения, княжества). Их права на вече могли быть равными либо различаться в зависимости от социального статуса. Кроме того, вече было высшим органом власти в Новгородской земле во время Новгородской республики и позднее отделившейся от Новгорода Псковской республике. Новгородский вечевой орган был многоступенчатым, так как кроме городского веча имелись также собрания концов и улиц.

## Система управления
Система управления в современных республиках, в целом, та же, что и в современных конституционных монархиях со всеобщим избирательным правом; нельзя указать ни одной черты, которая, существуя в республике, не допускалась бы принципом государственного устройства конституционных монархий, или наоборот, за исключением того, что во главе исполнительной власти в республике стоит избранное на срок лицо, в большинстве случаев называемое президентом. Объём власти президента, также как объём власти монарха, различается в зависимости от того, является ли данное государство парламентарным или только представительным, то есть ответственны ли министры перед парламентом, или только перед главой государства. Следовательно, принципиального различия в пределах компетенции монарха и президента республики нет; было бы неправильно сказать, что власть президента шире власти монарха. Единственное существенное отличие между ними заключается в том, что президент так или иначе избираем и в той или иной форме сменяем, если республика не имитационная. Монарх же либо получает свой титул по наследству либо, как в Священной Римской Империи, избирается пожизненно (что также возможно в республике). Президент республики за совершённое им преступление может быть отдан под суд, а монарх чаще всего неподсуден, но на практике это имеет значение лишь в случае установления принципа политической безответственности.
Вместе с конституционным характером нынешних республик это приводит к тому, что различие между конституционными монархиями и демократическими республиками значительно меньше, чем различие между монархиями конституционными и неограниченными. Вследствие этого в настоящее время демократическая общественная наука предлагает концепцию, при которой считается правильнее различать государства тоталитарные и конституционные, стирая фундаментальное некогда различие между монархиями и республиками. Так и сделал Кант, деливший государства на деспотии и республики; в последних подданные вместе с тем являются гражданами, то есть субъекты политических прав, в первых — они только подданные. Кантовская классификация неудобна только по необычному употреблению терминов. В большинстве современных республик глава государства (в основном, президент) избирается всеобщим голосованием граждан страны (в Соединённых Штатах — двухстепенным) или всенародно избираемым парламентом. Глава государства управляет через посредство назначаемых им чиновников (министров и других). Власть главы государства также ограничена в зависимости от Конституции — от довольно солидных полномочий (США, Россия, Франция) до чисто церемониально-представительских функций (Австрия, Германия, Италия, Израиль).
В отличие от средневековых республик, во многих современных демократических государствах ограничены не только срок полномочий президента, но и ограничением числа сроков. Также ограничена, хотя и в разной мере, власть главы государства. Право голоса в республиках имеют все граждане страны. Для сравнения, в Венецианской республике дож избирался пожизненно и не всеми гражданами, а также имел практически неограниченные полномочия. Однако, и в настоящее время в некоторых странах выборы не являются всеобщими. В ЮАР до 1990-х годов не имели права голоса представители коренного африканского населения и мулаты.
В республиках отменён институт дворянства. Все граждане имеют равные права, однако, не все постоянные жители, даже рождённые на территории стран имеют гражданство. В некоторых республиках есть пожизненные сенаторы (Италия, Франция), но их места не передаются по наследству.
Законодательная власть (за исключением республик непосредственных) принадлежит парламенту, состоящему из одной или двух палат; в обоих случаях палата депутатов избирается всеобщей подачей голосов; верхняя палата избирается особенным способом, но также находится в зависимости от всеобщей подачи голосов. Важнейшие вопросы решаются референдумом.
Судебная власть отделена от исполнительной и законодательной.
Так управляется подавляющее большинство современных республик. В Андорре законодательная власть принадлежит генеральному совету, который до 1866 года избирался только главами некоторых семей. Совершенно необычный реликт — республика Сан-Марино, по-разному оцениваемая специалистами (олигархическая, аристократическая), в которой законодательная власть принадлежит генеральному совету (Generale Consiglio Principe) из шестидесяти пожизненных членов, из которых двадцать принадлежат к дворянству, двадцать — к гражданам города, двадцать — к сельским землевладельцам. Освободившиеся места замещаются самим советом, посредством кооптации. Исполнительная власть принадлежит двум капитанам-регентам (Capitani Reggenti), избираемым на шестимесячный срок советом из своей среды: один из них должен быть дворянином.

## Выборные дела
В либеральных демократиях президент избирается либо непосредственно народом, либо косвенно, в парламенте или сенате. Как правило, в президентской и парламентско-президентской форме управления президент избирается непосредственно народом или косвенно, как это делается в Соединённых Штатах. В этой стране президент официально избирается коллегией выборщиков, избранной государством посредством прямого голосования избирателей. Косвенные выборы президента через коллегию выборщиков соответствуют концепции республики в качестве одной из систем непрямых выборов. По мнению некоторых политологов, прямые выборы придают бо́льшую легитимность избранному президенту и делают более весомым его участие в политической системе. Тем не менее, это понятие легитимности отличается от декларированного в Конституции Соединённых Штатов, которая определяет легитимность президента США в результате подписания Конституции девяти государств о том, что прямые выборы необходимы для легитимности избираемого президента, а также противоречит духу Великого (Коннектикутского) компромисса, суть которого фактически является результатом появления в данном манифесте предложения, обеспечивающего избирателям из небольших штатов (государств) немного большего представительства в президентских выборах, чем у представителей более крупных штатов (государств).
В государствах с парламентской системой, как правило, президент избирается парламентом. Эта система непрямых выборов подчиняет президента парламенту, а также ограничивает легитимность президента и превращает большинство президентских полномочий по сути в резервные возможности, которые могут быть реализованы только в редких, практически исключительных, обстоятельствах. Однако существуют и исключения, когда избранный президент имеет полномочия только в осуществлении официальных церемоний, например в Ирландии.